# Carabus kruberi
Carabus kruberi es una especie de insecto adéfago del género Carabus, familia Carabidae. Fue descrita científicamente por Fischer von Waldheim en 1820.
Habita en China, Kazajistán, Mongolia, Corea del Norte, Rusia y Corea del Sur.